# جلیل افتخاری
جلیل افتخاری (زادهٔ ۹ فروردین ۱۳۴۴) دوچرخه‌سوار اهل ایران است.
وی عضو تیم ایران در مسابقات المپیک تابستانی ۱۹۸۸ بود که در ۲ بخش «دور امتیازی» و تایم تریل انفرادی شرکت کرد.